# 250
| 250                |
| ------------------ |
| Dødsfald - Fødsler |
|                    |

| Gregoriansk kalender | 250 CCL                 |
| Ab urbe condita      | 1003                    |
| Armensk kalender     | I/T                     |
| Kinesiske kalender   | 2946 – 2947 己巳 – 庚午 |
| Etiopisk kalender    | 242 – 243               |
| Jødisk kalender      | 4010 – 4011             |
| Hindukalendere       |                         |
| - Vikram Samvat      | 305 – 306               |
| - Shaka Samvat       | 172 – 173               |
| - Kali Yuga          | 3351 – 3352             |
| Iransk kalender      | 372 BP – 371 BP         |
| Islamisk kalender    | 384 BH – 383 BH         |

Se også 250 (tal)

## Født
- Galerius, romersk kejser